# Santa Efigênia de Minas
Santa Efigênia de Minas é um município brasileiro do estado de Minas Gerais. Seu nome é uma homenagem à santa padroeira da cidade. Sua população recenseada em 2022 era de 4 039 habitantes.

## História
Com a chegada de desbravadores no início do século XX, se iniciou a ocupação das terras no local que ficou conhecido como Povoado da Cruz. Foi edificada uma capela em homenagem a Santa Efigênia, em terras doadas por um dos desbravadores chamado João Soares. 
Pela Lei n° 336, de 27 de dezembro de 1948, o Povoado da Cruz foi elevado à condição de distrito em 1948, com o topônimo de Santa Efigênia, pertencente ao município de Virginópolis.
Pela Lei n° 2.764, de 30 de dezembro de 1962, o distrito de Santa Efigênia foi elevado à condição de município em 1962, com o topônimo de Santa Efigênia de Minas.

## Geografia
Localiza-se na mesorregião do Vale do Rio Doce.